# Doména (protein)

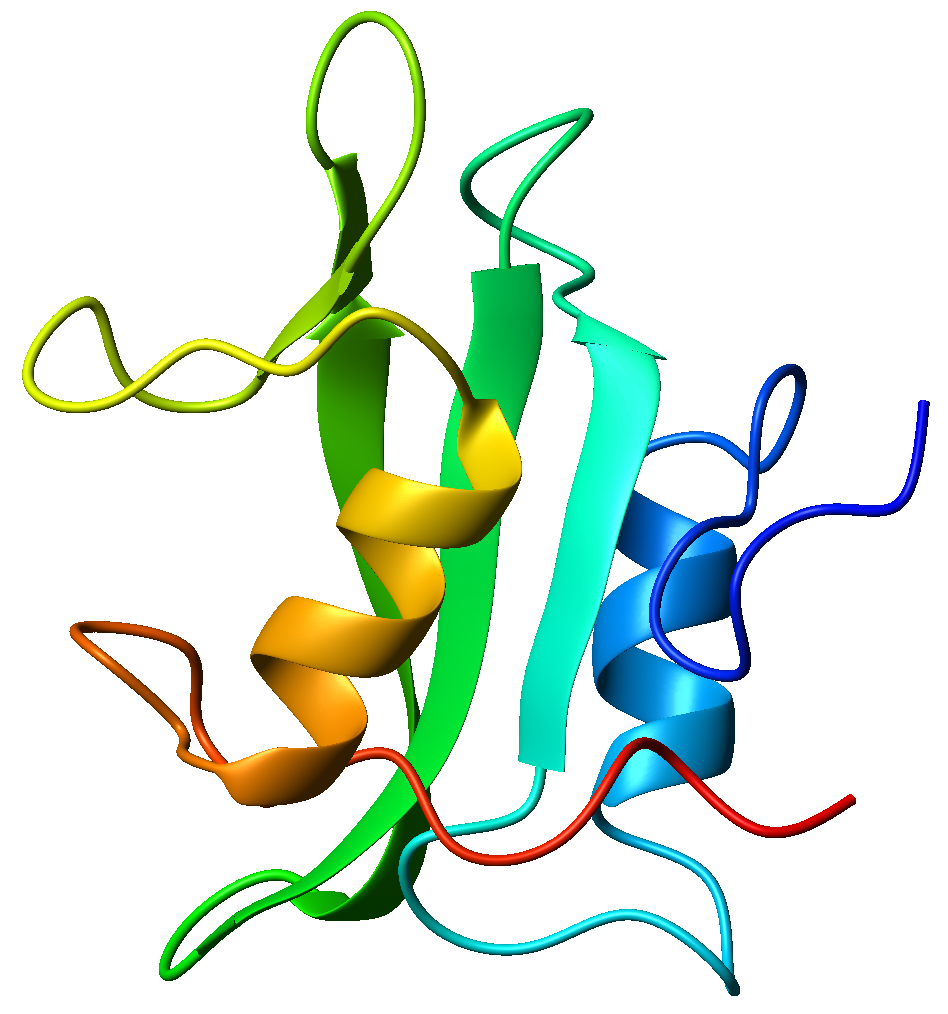
SH2 doména, typický příklad strukturní domény proteinů

Doména je strukturní část proteinu, definovaná na základě stability a soudržnosti, přítomnosti hydrofobního jádra a schopnosti zaujmout konkrétní tvar nezávisle na zbytku proteinu. Jedná se o základní stavební složku proteinů – ty jsou často vystavěny právě z řady strukturních domén spojených méně uspořádanými ohebnými oblastmi. Doménám je často možno přiřadit konkrétní funkci či vazebnou schopnost, ale jedna doména může v různých proteinech fungovat v poměrně rozmanitém kontextu.
Vznikly rozsáhlé databáze proteinových domén, standardem jsou SCOP (Structural Classification of Proteins) a CATH (Class, Architecture, Topology, Homology). Existují i aplikace umožňující předpovědět přítomnost konkrétních domén na základě aminokyselinové sekvence proteinu.